# Anton Hajdrih
Anton Hajdrih, slovenski skladatelj in zborovodja, * 9. januar 1842, Ljubljana, † 3. junij 1878, Ljubljana.

## Življenje
Po očetu nemškega rodu se je sprva glasbeno izobraževal pri Gregorju Riharju in Kamilu Mašku. Študiral je na ljubljanskem semenišču, vendar šolanja ni zaključil. Nadaljnjo glasbeno izobrazbo je prejel na praškem konservatoriju, v Trstu pa opravil tečaj telegrafista. Zaslužen je za razvoj zborovskega petja na Primorskem. 
Njegova dela odlikujeta izvirna fantazija in spevna melodika. 

## Dela
- zborovske skladbe Jadransko morje, Mladini, Slava Slovencem ...
- kantata Drju Lavriču v spomin
- zbirka zborov in četverospevov Jadranski glasovi (1876)